# Edward xứ Westminster, Thân vương xứ Wales
Edward của Westminster, hay còn gọi là Edward của Lancaster (13 tháng 10 năm 1453 – 4 tháng 5 năm 1471) là Thân vương xứ Wales, Công tước xứ Cornwall. Ông là người con đầu lòng và là con trai duy nhất của vua Henry VI với Marguerite d'Anjou, Vương hậu Anh.
Vào năm 1471, khi mới 17 tuổi, ông đã chết trong trận Tewkesbury, cái chết của ông đập tan niềm hy vọng của mẹ ông, người đã chiến đấu trong một thời gian dài vì quyền lợi của ông. Việc tử trận khi tham gia chiến tranh đã khiến Edward trở thành người thừa kế đương nhiên đầu tiên chết trong trận chiến.

## Thân thế
Edward chào đời tại Cung điện Westminster vào ngày 13 tháng 10 năm 1453. Ông là người con đầu lòng và cũng là duy nhất của vua Henry VI và Vương hậu Margaret - cháu gái của Charles VII của Pháp, đây được xem là cuộc hôn nhân nhằm thiết lập hòa bình với Pháp. Edward từ khi chào đời mang tư cách là người kế vị rõ ràng nhất cho ngai vàng Anh quốc nhưng không may cho ông dưới thời trị vì của cha có nhiều bất ổn trong chế độ cai trị dẫn đến chiến tranh giữa Lancaster và York xảy ra sau đó.
Những kẻ thù của vua Henry VI tìm mọi cách loan tin đồn sự ra đời của vương tử trẻ là con ngoài giá thú nhằm tước đoạt quyền thừa kế của ông. Những người thân cận của Vương hậu Margaret là Edmund Beaufort, Công tước thứ 2 của Somerset, James Butler, Bá tước thứ 5 của Ormond đều bị nghi ngờ là cha của đứa bé dù không có bằng chứng nào chứng minh điều đó. Nhưng trái với kỳ vọng của họ, Henry VI không nghi ngờ đứa trẻ và đã công khai chấp nhận vị vương tử nhỏ và phong cho Edward làm Thân vương xứ Wales tại Lâu đài Windsor vào năm 1454.

### Khó khăn của một Thân vương xứ Wales
Edward từ khi chào đời năm 1453 vẫn được công nhận là người kế vị của Henry VI cho đến khi nhà vua bị những người của York bắt giữ sau trận Northampton ngày 10 tháng 7 năm 1460 đã khiến cuộc sống tương lai của Edward có phần thay đổi rất lớn. Công tước Richard đã khiến Quốc Hội Anh thông qua Đạo luật Hiệp ước vào năm 1460, Nhà York dành quyền kế vị vương quyền khi vua Henry VI qua đời. Lúc này, Vương hậu Margaret và Edward 7 tuổi đang chạy trốn sang Cheshire (một tỉnh phía bắc nước anh) và lưu vong ở Scotland, khi nghe tin về những hành động này của nhà York, Margaret không chấp nhận điều này, bà quyết tâm dành lại quyền lợi cho chồng và con trai.
Mặc dù không có bằng chứng cho thấy Richard có ý định làm hại vua Henry VI và vương tử Edward, nhưng Margaret đã nghi ngờ và quyết loại bỏ Richard. Với sự giúp đỡ của các quý tộc trung thành, bà đã tấn công các điền trang của Công tước và trục xuất ông khỏi nước Anh, điều này khiến Richard quay lại chính thức và khởi đầu Chiến tranh Hoa Hồng.
Tuy hiệp ước kế vị đã được công bố nhưng Vương hậu Margeret và một số quý tộc trung thành, những người ủng hộ nhà Lancaster đã không đồng ý và phản đối hiệp định này dẫn đến một cuộc nội chiến là trận Wakefield diễn ra vào ngày 30 tháng 12 năm 1460.

## Nội chiến tranh giành ngai vàng Anh Quốc

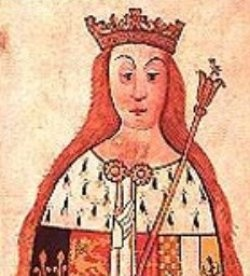
Anne Neville

Quân đội Lancaster đã thành công trong việc tập hợp một đội quân đông đảo và chiếm ưu thế trong trận Wakefield. Công tước Richard mất mạng trong trận này, con trai ông là Edward xứ York (sau này là vua Edward IV) nối tiếp sự nghiệp của ông. Năm 1461, Edward IV đánh bại Nhà Lancaster trong trận Towton và chiếm đóng London, một đoàn chí mạng vào nhà Lancaster. Sau nhiều năm lưu vong tại Pháp, Margaret không từ bỏ ý định, bà đã cố gắng dành lại vương miện cho vua Henry. Lần phục hồi thứ nhất vào năm 1464 khi Henry bị giam ở tháp London và lần thứ hai diễn ra vào năm 1471, khi bà nhận được sự giúp đỡ của Richard Neville, Bá tước thứ 16 của Warwick (người trước đây từng ủng hộ York và là thành viên của Hạ viện York) qua cuộc hôn nhân của Edward, Thân vương xứ Wales và Anna Neville con gái của Bá tước Warwick vào tháng 12 năm 1470.
Dưới sự thúc giục của Louis XI của Pháp, Margaret âm thầm kết thân với những người từng ủng hộ nhà York, bao gồm cả việc lôi kéo những người ngoài vòng pháp luật. Với sự hỗ trợ của Pháp, Bá tước Warwick đổ bộ vào Anh vào ngày 9 tháng 9 năm 1470 với ý định dành lại vương quyền cho Henry VI, nhà York không được lòng dân dẫn đến quân Lancastrian nhanh chóng tập hợp một đội quân hơn 30.000 người, tình hình thay đổi buộc Edward IV rời khỏi ngai vàng và lưu vong. Cuối cùng việc phục hồi ngai vàng cho vua Henry VI diễn ra vào ngày 3 tháng 10 năm 1470 nhưng Henry VI sức khỏe tâm thần không ổn định vì vậy không có khả năng cầm quyền cộng thêm nội bộ đang tranh giành quyền kiểm soát đã nhanh chóng khiến vua Edward IV quay trở lại.

## Đòn chí mạng vào nhà Lancaster
Richard, Bá tước Warwick một nhân vật quan trọng trong những người ủng hộ Nhà York đã chuyển sang Nhà Lancaster vì những bất mảng với chế độ gia đình, với sự trợ giúp của George Plantagenet, Công tước xứ Clarence em trai của Edward IV (thành viên của Hạ viện York). Bá tước Warwick dẫn đầu đội quân Lancastrian đánh bại quân đội nhà York buộc vua Edward IV phải chạy trốn đến Burgundy vào tháng 10 năm 1470. Bá tước Warwick thành công dành lại ngai vàng cho vua Harry VI, trong lúc này Vương hậu và Vương tử Edward đang ở Pháp. Trong khi đó, Edward IV thuyết phục George Plantagenet về phe của ông và thuyết phục Charles the Bold, Công tước của Burgundy tiến hành tấn công vào Anh, giúp ông dành lại ngai vàng.
Ngày 14 tháng 4 năm 1471, Edward và Vương hậu Margaret quay trở lại Anh. Không trong trận Barnet diễn ra cùng ngày này, quân đội Lancaster dưới sự chỉ huy của Bá tước Warwick thất bại nặng nề trước quân đội York. Trong lúc  yếu thế, Bá tước Warwick bị giết bởi những người lính York sau đó.
Vào thế kỷ 15, Bá tước Warwick là một nhân vật thực sự nổi tiếng về quyền lực trong chính trị Anh, cái chết của ông như một đòn chí mạng vào quân Lancaster. Không còn sự ủng hộ của Bá tước Warwick, Nhà Lancaster chịu thất bại nặng nề trong trận cuối cùng Tewkesbury diễn ra vào ngày 4 tháng 5.

## Trận Tewkesbury

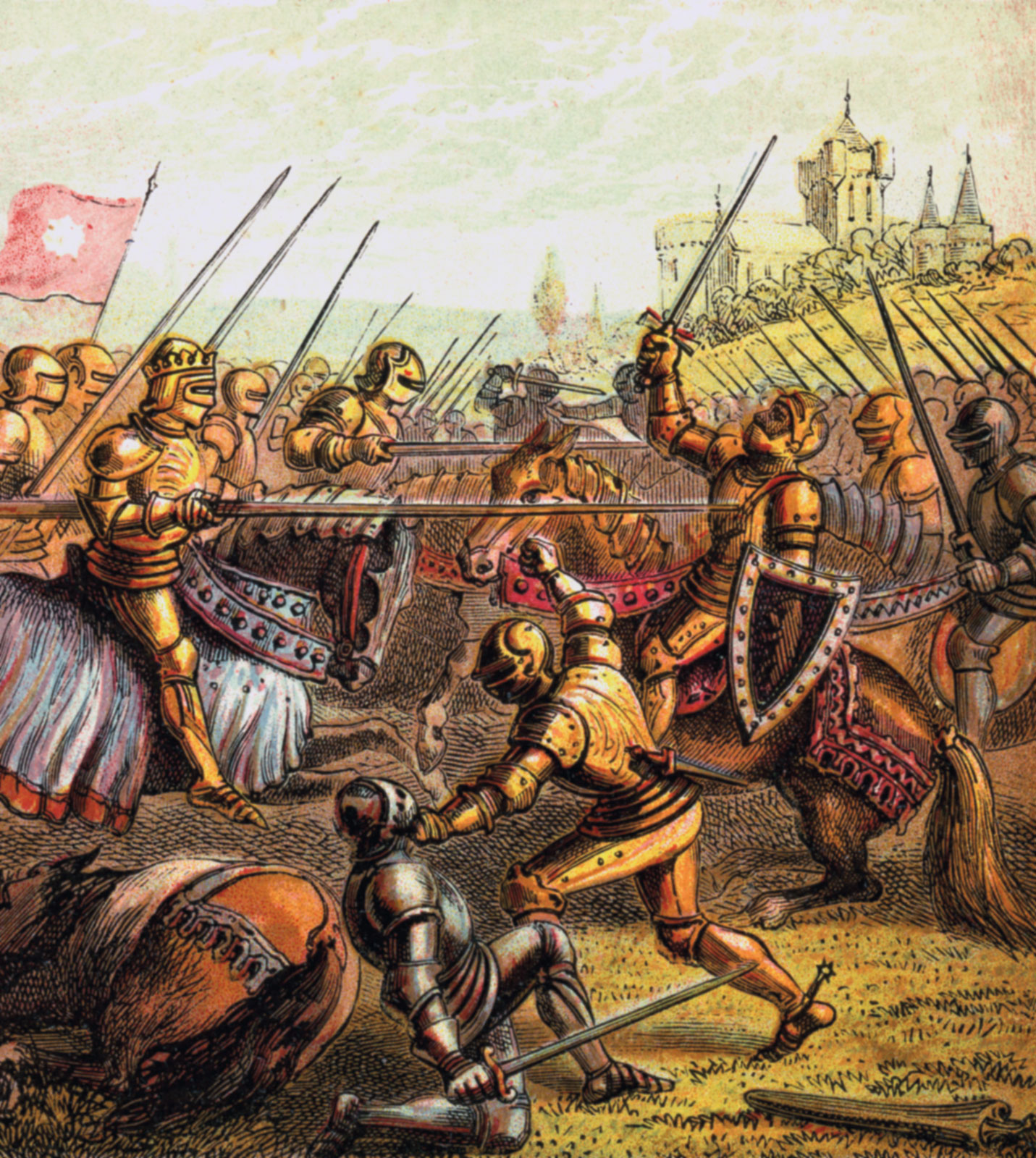
Một bức tranh miêu tả Trận chiến Tewkesbury diễn ra vào năm 1471.

Ngày 4 tháng 5 năm 1471, Margaret và Edward cập bến Weymouth khi trên đường từ Pháp trở về. Tại Tu viện Cerne, Công tước xứ Somerset đến thông báo với Vương hậu về trận Barnet, khi nghe tin bà muốn quay tàu trở lại Pháp để tránh ảnh hưởng đến sự an toàn của bà và con trai. Nhưng cùng lúc Vương tử Edward thuyết phục mẹ cùng đội quân hiện có tiến vào tấn công để chiến thắng, Margaret bị thuyết phục bởi con trai, hiệu lệnh nhanh chóng được thực hiện. Việc tập hợp một đội quân chuẩn bị sẵn sàng được giao cho Công tước Somerset và Bá tước Devon ở West Country và Jasper Tudor, Công tước Bedford chỉ huy đoàn quân tiến về phía Bắc để hợp đội quân với quân Lancastrian ở xứ Wales.
Tại London, Edward IV đã biết tin Margaret hạ cánh chỉ hai ngày sau khi bà đến, ông tập hợp lực lượng Yorkist đáng kể tại Windsor (phía Tây Luân Đôn). Quân Lancastrian cố ý đánh lạc hướng Edward IV bằng việc loan tin quân Lancastrian tiến thẳng vào Luân Đôn, nhưng Edward đã nhắm đến West Country lập tức hành quân đến đó.
Ngày 30 tháng 4, Margaret và đội quân của bà đang ở Thành phố Bristol phía nam nước Anh trong khi lúc này Edward IV đang ở Thành phố Cirencester phía tây nước Anh. Nhà vua theo chủ nghĩa York quyết tâm giết chết đối thủ Lancaster nên khi nghe tin ông đã quay tiến quân về phía nam. Tuy nhiên, quân Lancastrian đã đến làng Little Sodbury gần đồi Sodbury, một lợi thế cho quân Lancastrian là những pháo đài được đặt trên đồi từ lâu thuộc về quân Lancastrian nắm giữ nên khi dụng độ với quân Yorkist trên đồi, quân Yorkist bị tổn thất nặng nề. Vào ngày 2 tháng 5 quân Lancastrian đến được lâu đài Berkeley.
Nằm trên sông Severn, thành phố Gloucester, người Lancastrian tìm cách đến xứ Wales, nhưng có hiệu lệnh của Edward IV, đội quân Lancastrian bị chặn lại bởi thống đốc Richard Beauchamp. Vương hậu lúc này không thể dùng vũ lực tấn công vào Gloucester vì đội quân Yorkist đang đuổi phía sau bà, cuối cùng họ chuyển hướng đến Tewkesbury. Cuộc hành trình dài cộng thêm những người lính Lancastrian chủ yếu không dùng ngựa buộc phải có khoảng thời gian dừng chân để lấy lại sức. Trong khoảng thời gian này quân Yorkist đã đuổi kịp, không còn đường nào nữa, Lancastrian quyết đinh tấn công.

## Cái chết của Edward dấu chấm hết cho vương triều Lancaster
Đội quân của Lancaster vốn ngay từ đầu đã không có một tinh thần cố định việc được dẫn dắt bởi những người thiếu kinh nghiệm đã khiến quân Lancastrian thất bại nặng nề sau trận Tewkesbury. Những người chết tại chiến trường có các nhà quý tộc Anh trong đó có cả vị vương tử 17 tuổi, Edward.
Vương hậu không nguy hiểm đến tính mạng nhưng từ sau ngày hôm đó nhưng tinh thần của bà bị suy sụp nghiêm trọng khi nghe tin con trai, về việc Vua Harry cũng qua đời sau vài ngày đó. Edward, Thân vương xứ Wales sau khi chết được chôn cất tại Tu viện Tewkesbury, là hậu duệ duy nhất của Harry và là người kế vị hợp pháp nhất của nhà Lancaster nhưng cái chết của ông đặt một dấu chấm hết đau buồn cho vương triều Lancaster. Nước Anh được cai trị bởi một vương triều mới Nhà York thuộc một nhánh gia đình Plantagenet. Anne Neville người vợ thông qua cuộc hôn nhân vì lợi ích quân sự của Edward đã tái hôn với Richard, Công tước Gloucester.
Một số tài liệu khác cho thấy nhiều giả thuyết về cái chết của Vương tử Edward như trong Grand Chronicle of London, Polydore Vergil và Edward Hall. Đến năm 1591 trong tác phẩm Henry VI, Phần 3 đã tái hiện một cách khác về cái chết của Edward.
Dù vậy, cho đến nay không có bất kỳ bằng chứng cụ thể nào chứng thực những giả thuyết này, phần lớn đều cho thấy rằng Edward đã chết trong trận chiến.

## Ảnh hưởng
Cái chết của Edward được tái hiện trong một vở kịch Henry VI bởi William Shakespeare, nằm ở phần 3 của tác phẩm. Một văn bia được việt bằng tiếng Latinh được đặt tại Tu viện Tewkesbury nhằm tưởng niệm đến Edward.
Phiên bản gốc :